# ري (زراعة)

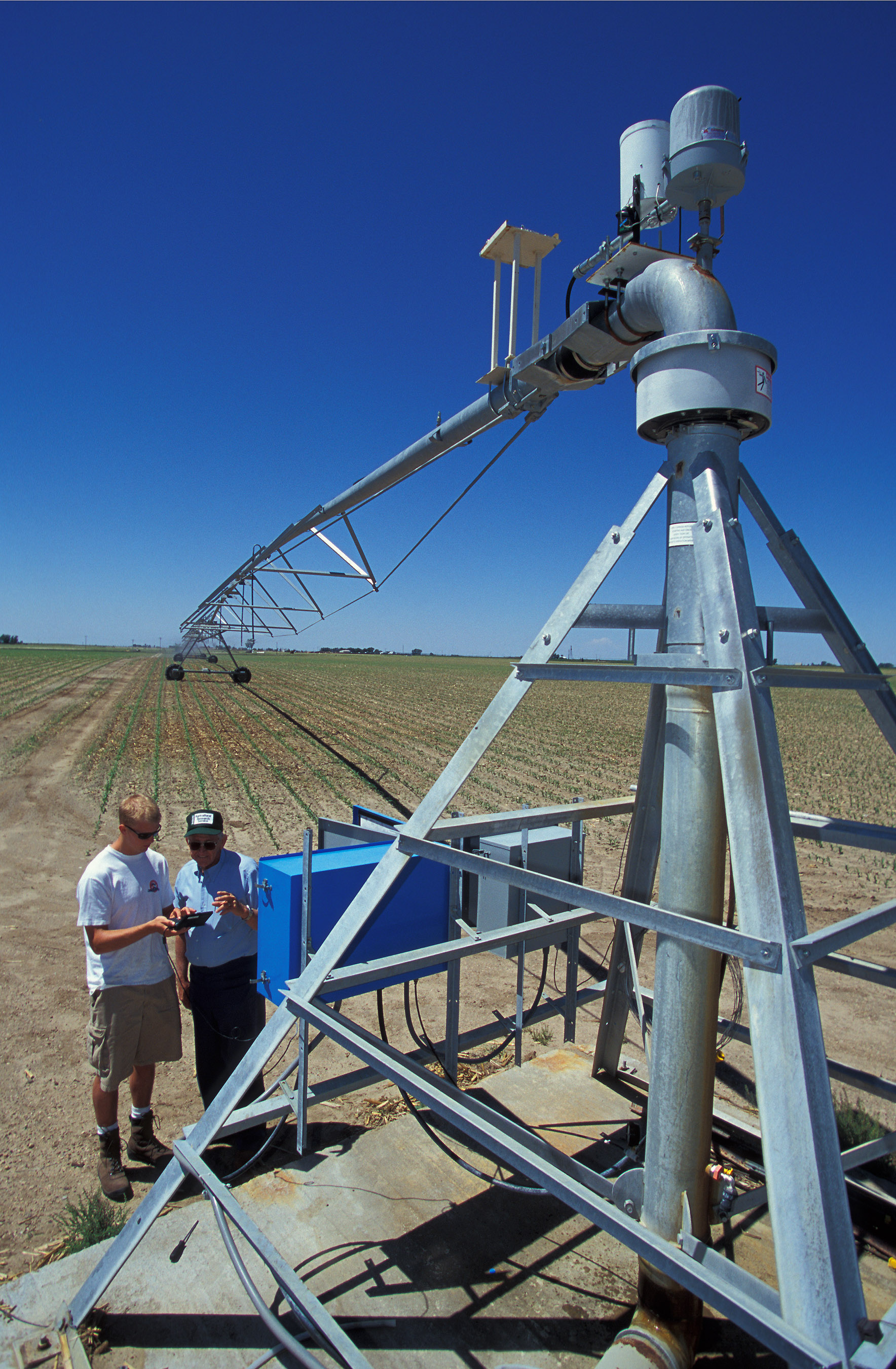
الطرف الثابت لذراع الري المركزي المحوري عند مصدر الري

الرّيُّ المعروف أيضًا باسم السقاية، هي الممارسة الزراعية لاستخدام كميات محسوبة من المياه على الأرض للمساعدة في إنتاج المحاصيل. يمكن استخدامه أيضًا في زراعة نباتات المناظر الطبيعية والمروج. تعرَّف الزراعة البعلية بأنها الزراعة التي لا تستخدم الري وتعتمد فقط على الأمطار المباشرة. منذ أكثر من 5000 عام أصبح الري جانبًا مهمًا من جوانب الزراعة، وقد طورته العديد من الثقافات في جميع أنحاء العالم بشكل مستقل منذ ذلك الحين.
يهتم الري بتزويد المساحات الزراعية بالمياه اللازمة للاستخدامات الزراعية بطريقة محسوبة بدقة على أساس المناخ والطبوغرافيا وطبيعة التربة (درجة الحامضية، تدرج الحبيبات،...). وإمداد التربة بالماء يحافظ علي محتوى الرطوبة اللازم لنمو النبات، ويغسل التربة من الأملاح الزائدة، للحفاظ علي تركيز ملوحة مقبول في منطقة جذور النبات. (يمكن زراعة الأراضي المالحة بالأرز، الذي يحتاج لكميات مياه كبيرة فيتم في نفس الوقت غسل التربة من الأملاح).
يساعد الري في المناطق الجافة وخلال فترات هطول الأمطار دون المتوسط على نمو المحاصيل الزراعية، وصيانة المناظر الطبيعية، وإعادة الغطاء النباتي للتربة المضطربة. للري أيضًا استخدامات أخرى في إنتاج المحاصيل، بما في ذلك الحماية من الصقيع، قمع نمو الأعشاب الضارة في حقول الحبوب، ومنع تصلب التربة. تستخدم أنظمة الري أيضًا لتبريد الماشية وإزالة الغبار والتخلص من مياه الصرف الصحي وفي التعدين. غالبًا ما تتم دراسة الري جنبًا إلى جنب مع تصريف المياه، وهو إزالة المياه السطحية والجوفية من موقع معين.

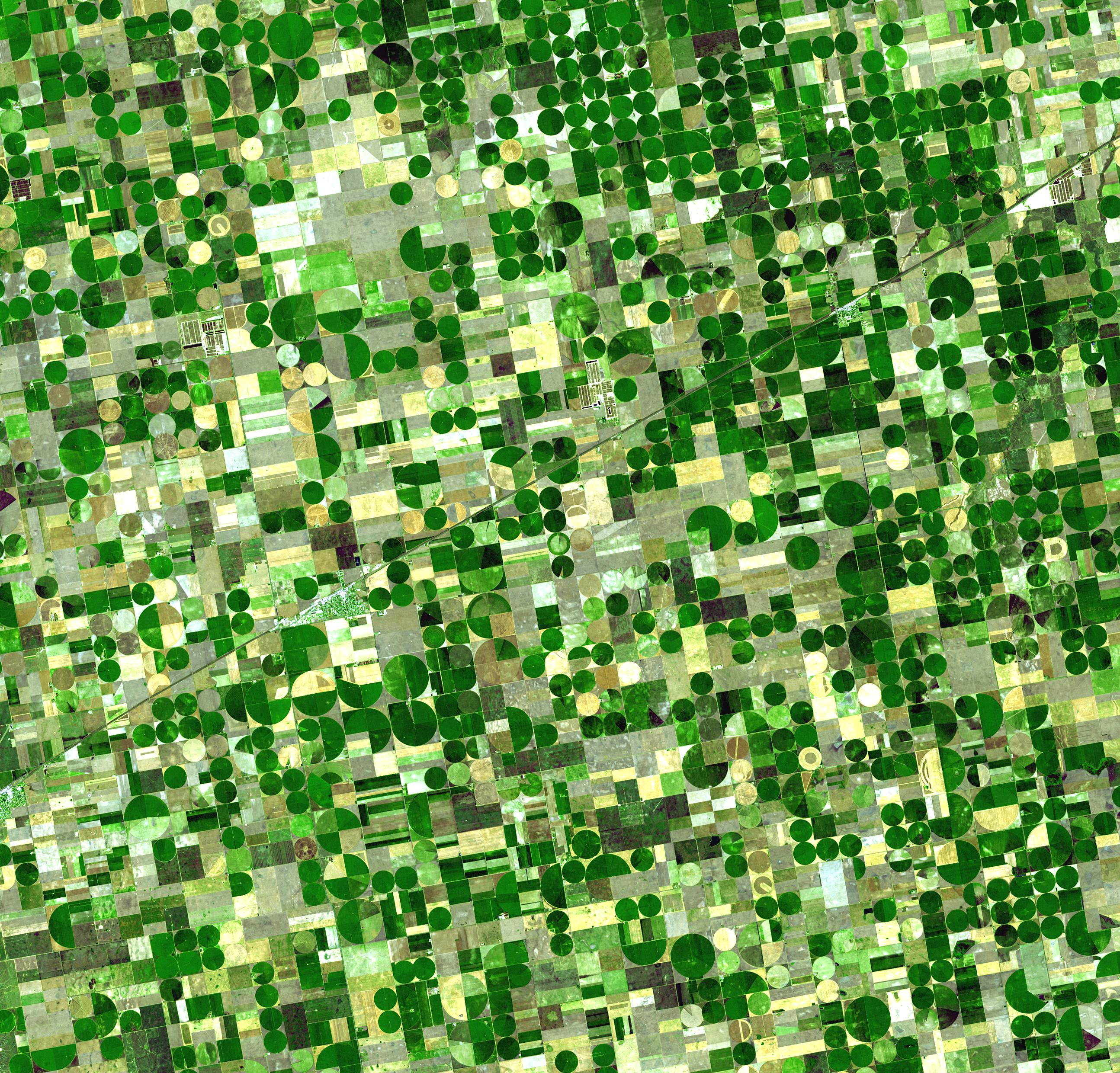
حقول زراعية في ولاية كنساس تحت الري المركزي المحوري

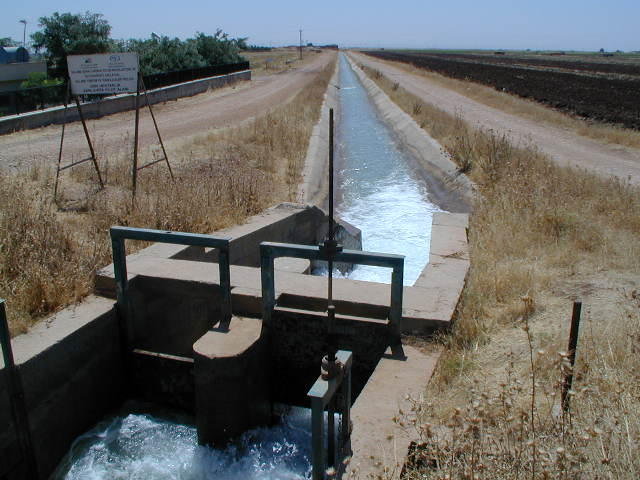
قناة للري في حران

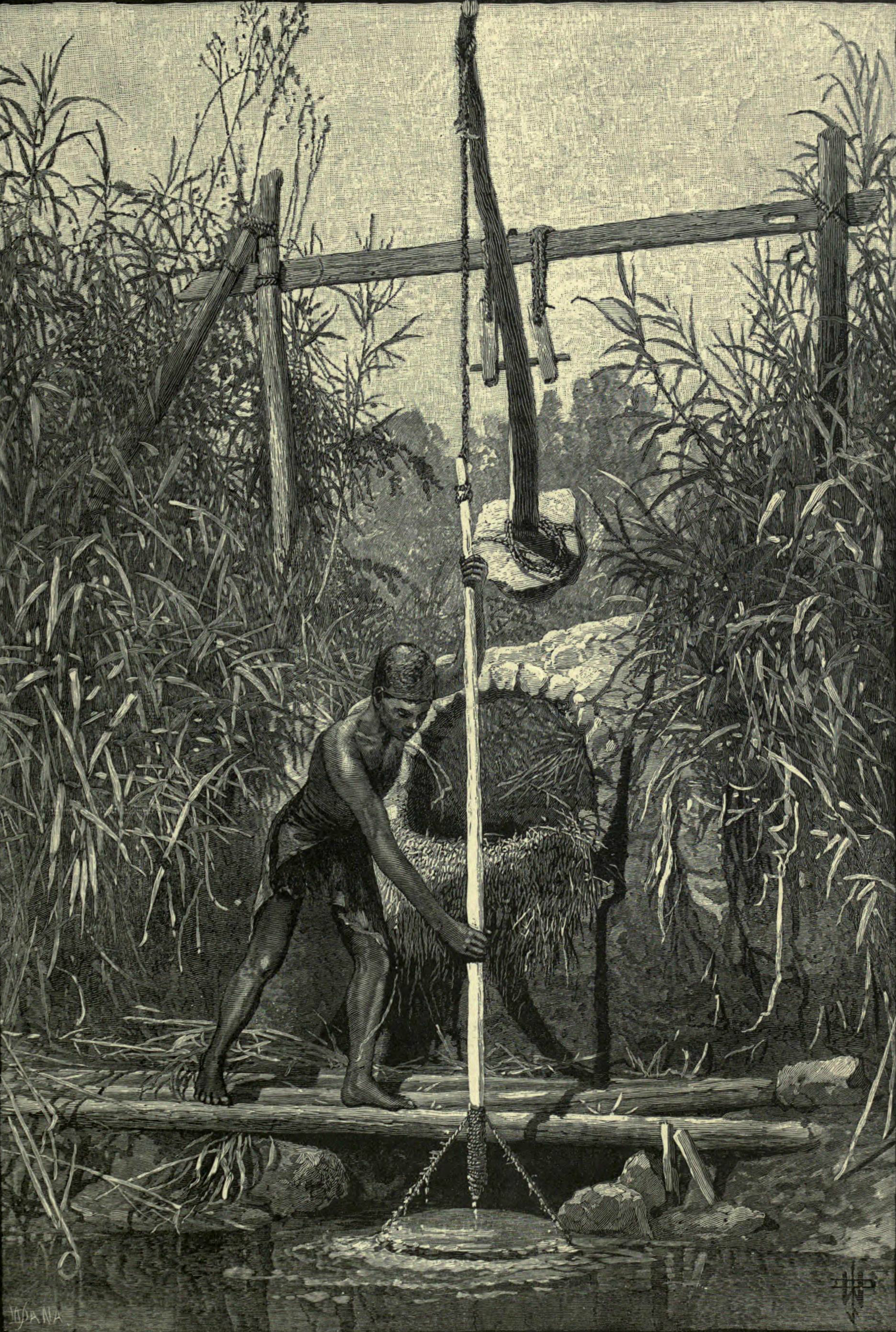
الشادوف وسيلة قديمة لرفع المياه.

## أنواع الري

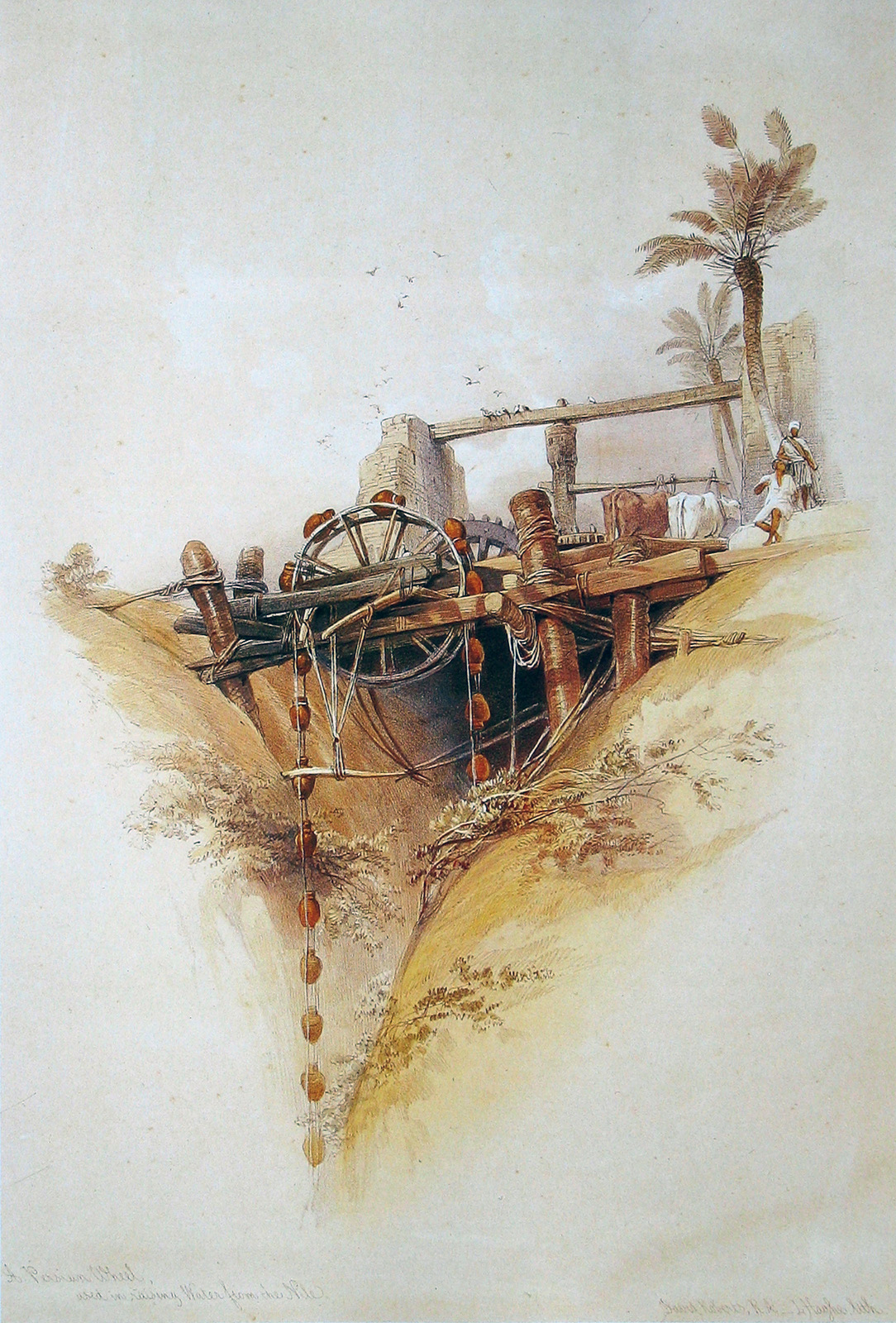
استخدام الحيوانات لإدارة الساقية، صعيد مصر، حوالي 1840

1. الري الطبيعي : وهو وصول المياه بطريقة طبيعية للنبات دون تدخل بشري.[6]
2. الري الصناعي :تدخل الإنسان وإعادة توزيعه للمياه باستخدام الطرق المختلفة.

## الطرق الشائعة للري
- الري السطحي ويقسم إلى الري بالديم والري بالواسطة>[7]
- الري بالرش
- الري بالتنقيط[8] [5] [5] [5]
- الري المحوري

وهناك طرق أخرى جديدة ولكنها ليست منتشرة بصورة كبيرة في الوطن العربي

## أقسام ماء الري

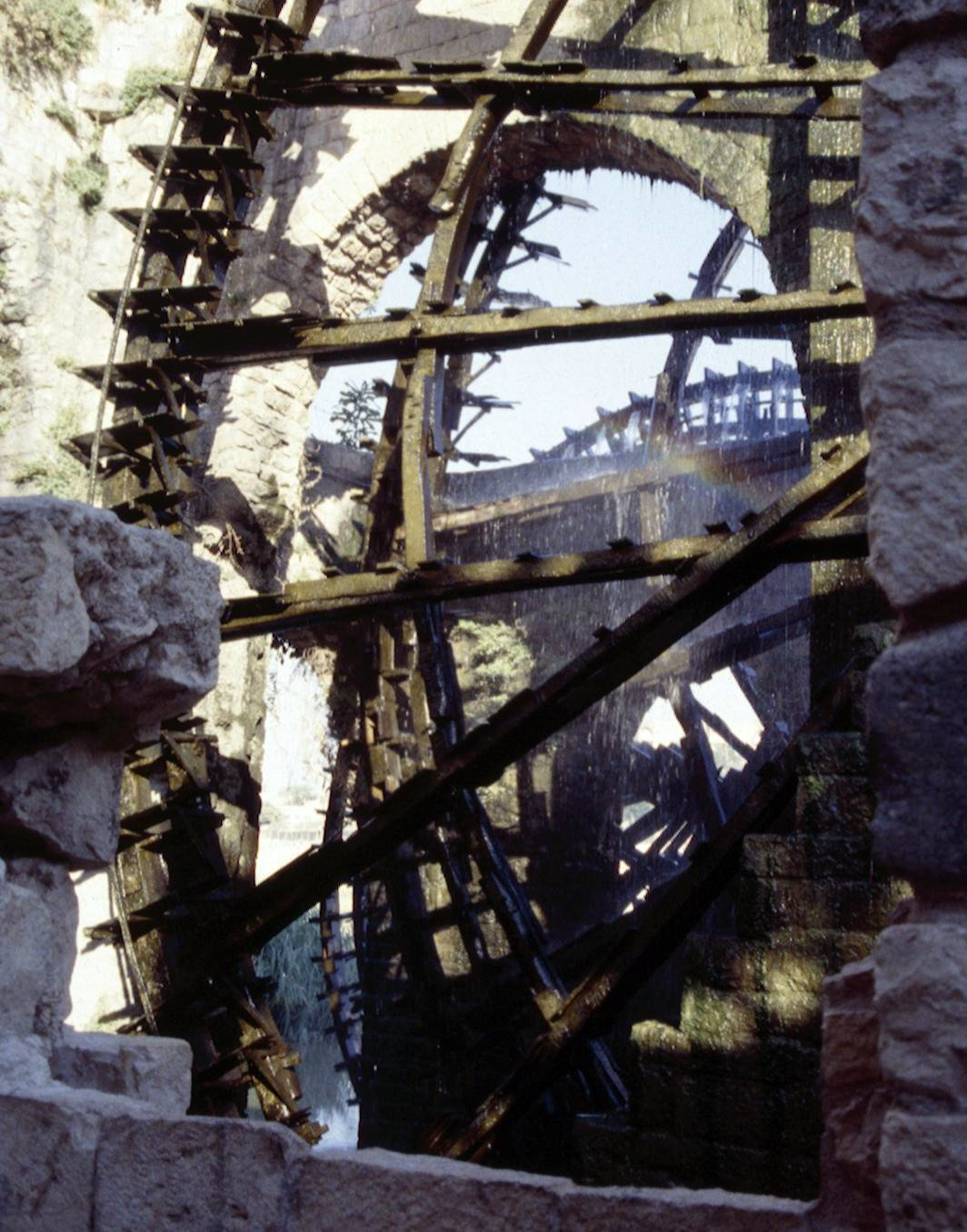
نواعير حماة

ينقسم الماء المستخدم في عملية الري إلى الأقسام التالية:
1. جزء يمتص بواسطة جذور النباتات
2. جزء يتبخر من سطح الأرض.
3. جزء تحتفظ به التربة حسب قوامها.
4. جزء يتسرب من خلال حبيبات التربة إلى المياه الجوفية.

## فوائد ماء الري
1. يقوم الماء بدور العامل المذيب للمواد الغذائية التي تحتويها التربة وحملها لجذور النبات.
2. يساعد على نشاط بكتريا التربة التي تعمل علي تحليل المواد العضوية الموجودة في التربة فيمكن للجذر امتصاصها.
3. يساعد على حفظ درجة حرارة التربة لتكون مناسبة لنمو النباتات.
4. يحمل الأملاح الزائدة والمواد الضارة بالنبات إلى باطن الأرض وإلى المصارف.